# 達悟族洪水傳說
'達悟族洪水傳說，是台灣達悟族神話中的大洪水神話，因為族人觸犯禁忌，造成了長達十年的大洪水，不僅讓達悟族人損失慘重，甚至差點滅族。

## 傳說

### 原因
據說過去有一個紅頭部落的孕婦，為了找餐具和找東西吃而前往海邊，觸犯禁忌翻開了珊瑚，憤怒的天神因此掀起了海嘯淹沒達悟族人的部落，但也有說法認為孕婦只是去海邊提水或散步，並發現海水一直往後退，正覺得奇怪時就看到海嘯襲來，或是洪水是來自於孕婦翻開珊瑚後，海水從下面的洞裡湧出來所導致。

### 洪水期間
在海嘯和洪水的侵襲下，倖存的族人逃到Jipeygangen（現稱青蛇山）山上（一說Dsipiganin和Dsitsakalman山、或大森山Di-kamioron和紅頭山Di-karurinam），因為動物幾乎都被淹死，陷入缺乏糧食的危機，只能摘一種野草（Paputok）沾鹽巴吃，最初幾年人口甚至降到十人以下，有一對姊妹（或兄妹）只能互相找頭蝨吃，結果姊姊（哥哥）因為把食物讓給妹妹吃而餓死。洪水持續了好幾年，到了第八年的時候，森林裡甚至出現了貝類。

### 水退
到了第九年的時候，有人（一說引發洪水的孕婦）抓到一隻老鼠，她將老鼠的尾巴拔斷，並誠心請求讓海水退到鼠尾巴所落到的地方，最後丟出去，洪水才逐漸開始退，到了第十年，族人終於得以下山，孕婦也才在這個時候生下孩子。

### 後續
洪水退去後，糧食危機依然存在，族人依然只能摘草吃，直到有人找到了水芋，並且發現它們在積水的田裡可以長得很好，族人才終於得以吃飽，芋頭也因此成為達悟族傳統中最重要的主食之一，洪水退去後第一年後族人開發出青芋田；二、三年後開始有竹長出來；十四年後岩岸露出，山上出現樹木。

## 其他版本
另有其他版本的洪水傳說跟上述傳說在許多方面都有所不同：

### 原因
有版本認為洪水的起因是因為族人在蘭嶼繁衍後，開始不再敬神而引起神的憤怒、或是族群之間互相征伐所致，朗島部落中也有說法是島上的人心術不正、沒有倫理觀念、或是朗島舊部落（Jimawawa）的人經常仗勢欺人而被天神懲罰。

### 後續
在洪水退去之後，有些版本認為原本的人類全部都死了，而天神看到蘭嶼島上災後重生、一片生機蓬勃的樣子，便丟下一顆石頭，從中生出達悟族的石生人祖先，而新長出的竹子裡又出現了達悟族的竹生人祖先，人類因此繼續在島上繁衍，但也有說法認為他們兩個就是最後倖存的兩個人、或洪水是在他們出現之後才發生的、也有當時只有蘭嶼北部有住人，南部沒有，所以天神把兩人送到南部繁衍的說法。